# Concepción Fútbol Club
Concepción Fútbol Club, equipo del fútbol argentino, fundado el 20 de enero de 1927 en la ciudad de Concepción de la provincia de Tucumán. Afiliado a la Liga Tucumana de Fútbol. Fue partícipe de torneos regionales y nacionales, también intervino en la Liguilla Pre-Libertadores en la temporada 1986.

## Historia
Afiliado a la Liga Tucumana de Fútbol, participa del Torneo Argentino A.. Participó 4 veces del Torneo Argentino A. Títulos: 14 campeonatos de la Liga Tucumana del Sur. 3 campeonatos de la Liga Tucumana de Fútbol: 1988, 1992 y 1994. Concepción Fútbol Club tiene como escudo oficial la clásica berenjena con el bastón blanco y los laureles en la izquierda. Las siglas CFC en color blanco y la pelota en el borde superior.
Cuando el cuervo participó en el primer torneo Argentino A, edición 95/96, lo vistió la empresa deportiva Topper. Esta última no había recibido el logo del escudo desde el club y como debía entregar a tiempo la indumentaria, decidió por idea propia, imprimir en las camisetas el escudo que aparece en algunos casacas o gorras todavía. Para respetar la historia, tanto para AFA, como para la Liga Tucumana de Fútbol, la clásica gota con los laureles y la pelota sigue siendo la insignia oficial del club.
En 2013 el equipo liguista desciende por primera vez en su historia a la Primera B de la Liga Tucumana de Fútbol en dicha categoría se mantendría solo una temporada, ya que se consagraría Campeón y volvería a la máxima categoría del fútbol tucumano.
Fue el representante tucumano de la primera temporada del Torneo Argentino A. Se mantendría en dicha categoría durante 3 años, hasta su descenso en 1998 al Torneo Argentino B, tras perder el torneo reclasificatorio con Ñuñorco. Sin embargo, por motivos desconocidos, no participó de la edición de 1998-99 y retornó a la Liga Tucumana.
En 2003 clasificó al Argentino B participando hasta su descenso al Torneo del Interior en 2006. Luego volvió a ascender al Argentino B en 2007, donde participó hasta su última edición en 2014. Se destaca su participación en la temporada 2012-13, donde alcanzó la tercera fase.
En 2014, participó de la primera edición del Federal B, torneo que reemplazó al Argentino B. En la primera fase, el equipo obtuvo el primer puesto de la zona 13, clasificando a la Etapa final. En dicha etapa, dejó en el camino a Dep. Tabacal, Unión  Santiago y Mitre de Salta para obtener uno de los siete ascensos al Torneo Federal A.
En el Torneo Federal A 2015, logró alcanzar la tercera fase, en disputa del segundo ascenso, donde quedó eliminado. Su mejor desempeño sucedió en la edición de 2016, donde terminó 3° en la zona E, clasificando como segundo mejor 3° a la fase final, por el campeonato y único ascenso, quedando eliminado en octavos de final. Sin embargo, en la edición de 2016/17, su flojo desempeño en la primera fase y en la reválida lo condenó a descender al Torneo Federal B.
Participó de la última edición del Federal B, donde no logró superar la primera fase. Debido a la eliminación del torneo junto al Federal C, en 2018 no participó de ningún torneo federal. En 2019 participó de la primera edición del Torneo Regional Federal Amateur, donde superó la etapa clasificatoria al terminar 2° de su zona, en la etapa eliminatoria eliminó a Mitre de Salta y a Atl. Amalia alcanzando las semifinales donde sería eliminado por Ñuñorco. Debido a que no obtuvo el ascenso, retornó a la Liga Tucumana donde descendió a la Primera B.
Concepción Fútbol Club, en el año 2024, logró una destacada hazaña al conseguir el ascenso a la máxima categoría del fútbol Tucumano, luego de una excepcional campaña en el Torneo Ascenso. El equipo finalizó la temporada invicto, sin conocer la derrota en ningún partido, lo que le permitió asegurarse su retorno a la élite del fútbol provincial. Este logro fue particularmente significativo, ya que Concepción Fútbol Club fue el único equipo de la categoría de ascenso en 2024 que no sufrió derrotas durante el torneo, destacándose por su solidez defensiva y su capacidad ofensiva. La obtención de este ascenso marcó un hito en la historia reciente del club, consolidando su presencia en la primera división del fútbol tucumano tras varios años de espera.

## Estadio
Concepción FC,  por ser un club que no nació con el apoyo de la industria azucarera, como la gran mayoría de los clubes del sur tucumano, usaba desde sus comienzos el Gimnasio Municipal Pablo Haimes.
A finales de la década del 50, el club compró un terreno para construir el estadio entre lo que hoy es Octaviano Vera y S. Shipton, la actual ubicación del estadio, justo al frente del viejo gimnasio.
A partir del año 1977, como consecuencia de la unificación del fútbol tucumano en una sola entidad rectora, La Liga Tucumana de Fútbol, los equipos del sur comenzaron a enfrentarse con los equipos de todo la provincia, que obligó a los dirigentes a pensar en ampliar las comodidades del estadio.
En la década del 80 se amplió el campo de juego a las dimensiones oficiales, 100 m × 70 m, se amplió la tribuna popular, las plateas en su totalidad, reubicándose los vestuarios y el túnel en la actual ubicación.

## Jugadores

### Plantilla 1996
Fuente:Solo Ascenso

## Palmarés

### Torneos Nacionales (2)
- Torneo del interior (1): 1992/93
- Torneo Federal B (1): 2014

### Torneos Regionales (1)
- Torneo regional (1): 1985/86

### Torneos locales (24)
- Liga Tucumana del Sud (14)
- Liga Tucumana de Fútbol (3): 1988, 1992 y 1994
- Liga Tucumana de Fútbol Ascenso (1): 2013

### Participaciones especiales
- Participación en Liguilla Pre-Libertadores de América (1): 1986